# بلدية لوريتو
بلدية لوريتو هي بلدة، وعاصمة، في المكسيك، تقع في Loreto Municipality, Baja California Sur ‏ ، وهي عاصمتها، بلغ عدد سكانها 14,724 نسمة وذلك حسب إحصائيات سنة 2010، رمزها البريدي هو 23880.

## المناخ
يظهر الجدول التالي التغييرات المناخية على مدار السنة لبلدية لوريتو:
| البيانات المناخية لـبلدية لوريتو                                 | البيانات المناخية لـبلدية لوريتو | البيانات المناخية لـبلدية لوريتو | البيانات المناخية لـبلدية لوريتو | البيانات المناخية لـبلدية لوريتو | البيانات المناخية لـبلدية لوريتو | البيانات المناخية لـبلدية لوريتو | البيانات المناخية لـبلدية لوريتو | البيانات المناخية لـبلدية لوريتو | البيانات المناخية لـبلدية لوريتو | البيانات المناخية لـبلدية لوريتو | البيانات المناخية لـبلدية لوريتو | البيانات المناخية لـبلدية لوريتو | البيانات المناخية لـبلدية لوريتو |
| الشهر                                                            | يناير                            | فبراير                           | مارس                             | أبريل                            | مايو                             | يونيو                            | يوليو                            | أغسطس                            | سبتمبر                           | أكتوبر                           | نوفمبر                           | ديسمبر                           | المعدل السنوي                    |
| ---------------------------------------------------------------- | -------------------------------- | -------------------------------- | -------------------------------- | -------------------------------- | -------------------------------- | -------------------------------- | -------------------------------- | -------------------------------- | -------------------------------- | -------------------------------- | -------------------------------- | -------------------------------- | -------------------------------- |
| الدرجة القصوى °م (°ف)                                            | 31.0 (87.8)                      | 34.6 (94.3)                      | 37.0 (98.6)                      | 39.5 (103.1)                     | 45.0 (113.0)                     | 44.2 (111.6)                     | 44.0 (111.2)                     | 44.0 (111.2)                     | 46.0 (114.8)                     | 41.0 (105.8)                     | 39.0 (102.2)                     | 36.5 (97.7)                      | 45.0 (113.0)                     |
| متوسط درجة الحرارة الكبرى °م (°ف)                                | 23.5 (74.3)                      | 24.6 (76.3)                      | 26.3 (79.3)                      | 28.9 (84.0)                      | 31.8 (89.2)                      | 34.6 (94.3)                      | 35.8 (96.4)                      | 36.1 (97.0)                      | 35.5 (95.9)                      | 33.1 (91.6)                      | 28.3 (82.9)                      | 24.4 (75.9)                      | 30.2 (86.4)                      |
| المتوسط اليومي °م (°ف)                                           | 17.2 (63.0)                      | 17.9 (64.2)                      | 19.3 (66.7)                      | 21.8 (71.2)                      | 24.7 (76.5)                      | 28.2 (82.8)                      | 30.7 (87.3)                      | 31.1 (88.0)                      | 30.2 (86.4)                      | 26.9 (80.4)                      | 22.0 (71.6)                      | 18.3 (64.9)                      | 24.0 (75.2)                      |
| متوسط درجة الحرارة الصغرى °م (°ف)                                | 11.0 (51.8)                      | 11.2 (52.2)                      | 12.4 (54.3)                      | 14.6 (58.3)                      | 17.6 (63.7)                      | 21.8 (71.2)                      | 25.6 (78.1)                      | 26.0 (78.8)                      | 24.8 (76.6)                      | 20.7 (69.3)                      | 15.8 (60.4)                      | 12.2 (54.0)                      | 17.8 (64.0)                      |
| أدنى درجة حرارة °م (°ف)                                          | 2.0 (35.6)                       | 3.0 (37.4)                       | 4.5 (40.1)                       | 6.5 (43.7)                       | 10.0 (50.0)                      | 11.0 (51.8)                      | 14.5 (58.1)                      | 16.0 (60.8)                      | 16.0 (60.8)                      | 11.5 (52.7)                      | 7.0 (44.6)                       | 0.0 (32.0)                       | 0.0 (32.0)                       |
| الهطول مم (إنش)                                                  | 12.3 (0.48)                      | 5.0 (0.20)                       | 1.4 (0.06)                       | 0.0 (0.0)                        | 0.2 (0.01)                       | 0.4 (0.02)                       | 7.1 (0.28)                       | 36.6 (1.44)                      | 56.6 (2.23)                      | 18.7 (0.74)                      | 7.4 (0.29)                       | 14.3 (0.56)                      | 160.0 (6.30)                     |
| متوسط أيام هطول الأمطار (≥ 0.1 mm)                               | 1.3                              | 0.7                              | 0.2                              | 0.1                              | 0.1                              | 0.1                              | 1.1                              | 2.3                              | 2.1                              | 1.0                              | 0.7                              | 1.2                              | 10.9                             |
| متوسط الرطوبة النسبية (%)                                        | 68                               | 67                               | 66                               | 65                               | 66                               | 65                               | 64                               | 64                               | 69                               | 66                               | 66                               | 68                               | 66                               |
| ساعات سطوع الشمس الشهرية                                         | 248                              | 293                              | 297                              | 309                              | 360                              | 352                              | 326                              | 305                              | 289                              | 289                              | 255                              | 240                              | 3٬563                            |
| المصدر #1: Servicio Meteorológico Nacional (humidity, 1981–2000) |                                  |                                  |                                  |                                  |                                  |                                  |                                  |                                  |                                  |                                  |                                  |                                  |                                  |
| المصدر #2: Ogimet (sun 1981–2010)                                |                                  |                                  |                                  |                                  |                                  |                                  |                                  |                                  |                                  |                                  |                                  |                                  |                                  |

## مدن توأم
المدن التوأم:
- هيرموسا بيتش، لوس أنجليس، كاليفورنيا.